# Riccardo Schicchi
Riccardo Nicolò Schicchi, mais conhecido como Riccardo Schicchi  (Augusta, 12 de março de 1953-Roma, 9 de dezembro de 2012) é um fotógrafo, cineasta e empresário da indústria pornográfica italiano.
Tornou-se famoso pelas suas produções de filmes com Ilona Staller e Moana Pozzi na década de 1980.
Sua esposa è Eva Henger com quem tem duas filhos: Mercedesz Henger e Riccardo Schicchi Jr.
Morreu em Roma, aos 59 anos, de complicações causadas pelo diabetes mellitus tipo 2.